# Antilohyrax
Antilohyrax ist eine ausgestorbene Gattung aus der Ordnung der Schliefer. Innerhalb dieser gehört sie zu einem ursprünglichen, heute nicht mehr existenten Zweig der Gruppe. Die Vertreter von Antilohyrax lebten im Zeitraum vom Oberen Eozän bis zum Unteren Oligozän vor etwa 34 bis 30 Millionen Jahren. Fossilfunde sind bisher nur aus dem nördlichen Afrika belegt, das umfangreichste Material stammt aus der Fossillagerstätte von Fayyum im nördlichen Ägypten. Überliefert sind Reste von Schädeln und Teile des Bewegungsapparates. Sie verweisen auf ein mittelgroßes Tier, das sich hauptsächlich von weicher Pflanzenkost wie Blättern ernährte und als schneller Läufer auch Sprünge ausführen konnte. Damit erweitert Antilohyrax die morphologische Vielfältigkeit der frühen Schliefer. Die Gattung wurde im Jahr 2000 eingeführt.

## Merkmale
Antilohyrax ist ein mittelgroßer Vertreter der Schliefer. Sein Körpergewicht wird auf etwa 30 bis 35 kg rekonstruiert, was die heutigen Arten etwa um das Zehnfache übertrifft. Überliefert sind mehrere Schädel und Teile des postcranialen Skeletts. Der Schädel von Antilohyrax zeigt einige Besonderheiten in Bezug auf die modernen Schliefer. Wie bei den rezenten Arten verlief die Stirnlinie sehr flach, entsprechend anderen Angehörigen der Titanohyracidae war das Rostrum gekürzt. Das Nasenbein ragte weiter nach vorn als bei den heutigen Arten und endete spitz oberhalb des vorderen Abschnitts des Mittelkieferknochens. Dadurch entstand ein relativ großer Naseninnenraum, der im unteren und hinteren Teil durch den Mittelkieferknochen eingerahmt wurde. Der Oberkiefer besaß eine lange Kontaktzone mit dem Stirnbein vor den Augenfenstern. Dies ist bei den heutigen Schliefern durch die vorgerückte Orbita nicht mehr gegeben. Das Foramen infraorbitale war oberhalb des dritten und vierten Prämolaren ausgebildet. Das Stirnbein hatte wie bei fast allen Schliefern eine breite und flache Form. Der Postorbitalbogen zeigte sich geschlossen, was heute nur bei den Baumschliefern (Dendrohyrax) vorkommt. Der Jochbogen bildete sich zum Großteil aus dem Fortsatz des Jochbeins, erst im vorderen Drittel traf er auf den Fortsatz des Oberkiefers. Im hinteren Teil stand das Jochbein etwa auf Höhe des Schädel-Kiefer-Gelenks mit dem Schläfenbein in Verbindung und formte den Außenrand der Glenoidgrube. Möglicherweise besaß Antilohyrax wie einige heutige Schliefer auch ein zwischen den Schläfenbeinen ausgebildetes Os interparietale. Das Supraoccipitale des Hinterhauptsbeins stand senkrecht und war hoch und schmal. Es besaß an der Oberkante einen kräftigen Knochenwulst. Auffällig an der Schädelbasis war ein langer, senkrecht gerichteter Processus paroccipitalis, der die entsprechenden Bildungen bei heutigen Schliefern verhältnismäßig übertraf.
Der Unterkiefer wies keine internen Öffnungen auf, wie sie etwa bei Saghatherium oder Thyrohyrax belegt sind. Die Symphyse war fest verwachsen und relativ lang, sie nahm rund 19 % der gesamten Kieferlänge ein und reichte bis hinter den Eckzahn. Die beiden Unterkieferhälften standen V-förmig auseinander, der horizontale Knochenkörper war niedrig. Ein Foramen mentale kam jeweils unter dem dritten Schneidezahn beziehungsweise dem Eckzahn sowie unter dem ersten und dritten Prämolaren vor, manchmal waren noch zwei weitere ausgebildet. Der aufsteigende Ast war recht massiv, der Kronenfortsatz ragte aber nur leicht auf und lag etwas oberhalb des Gelenkfortsatzes. Der Winkelfortsatz zeigte sich nicht so prominent wie bei den heutigen Schliefern und nur leicht nach hinten gerundet. Das Gebiss von Antilohyrax war kaum reduziert. Der innere obere Schneidezahn besaß wie bei allen Schliefern eine eckzahnartige (caniniforme) Gestalt und war groß, er saß etwas seitlich versetzt und nicht genau an der Spitze des Mittelkieferknochens. Darauf folgte ein nur kleiner, stiftähnlicher Schneidezahn. In jeder Unterkieferhälfte saßen drei Schneidezähne. Der innerste wies die auffälligste Gestalt auf, er war asymmetrisch breit und dünn und in acht bis zehn kleine, rund 3 mm hohe Stifte unterteilt, sodass der Eindruck eines Zahnkamms entsteht. Alle Stifte ähnelten sich bis auf den innersten, der breiter und zusätzlich noch einmal geteilt war. Ähnlich gestaltete Schneidezähne finden sich heute bei den Riesengleitern. Der zweite Schneidezahn hatte ebenfalls eine breite Form, besaß aber eine lange Scherkante und saß leicht schräg im Unterkiefer. Der dritte Schneidezahn entsprach dem ersten, wies jedoch nur insgesamt fünf Stifte auf. Zwischen den Schneidezähnen und dem Eckzahn öffnete sich jeweils ein kurzes Diastema. Die Prämolaren und Molaren standen gemeinsam mit dem Eckzahn sowohl im Ober- als auch im Unterkiefer in einer geschlossenen Reihe. Alle Backenzähne waren ähnlich gebaut. Ihre Kauoberfläche kennzeichnete ein außerordentlich selenodontes Muster mit je zwei aufeinanderfolgenden mondsichelförmigen Scherleisten. Die Größe der Zähne nahm von vorn nach hinten kontinuierlich zu. Der erste Prämolar maß so nur etwa 6 bis 9 mm in der Länge, der letzte Molar wurde 16 bis 21 mm lang.
Vom restlichen Körperskelett sind lediglich Teile der Hinterbeine bekannt. Schien- und Wadenbein waren fast vollständig miteinander verwachsen, lediglich am oberen Gelenkende zeigten sich beide Knochen auf kurzer Distanz getrennt. Bei heutigen Schliefern  sind beide Knochen nicht miteinander fusioniert, lediglich die unteren Enden stehen durch Bänder miteinander in Kontakt. Die Länge eines vollständigen Knochens betrug 21,6 cm. Am Fußgelenk des Schienbeins bestand ein für die Schliefer charakteristischer sehr großer Knöchel. Das Sprungbein wies typischerweise keine seitlichen Gelenkflächen auf, was die serielle oder taxeopode Anordnung der Fußwurzelknochen bei den Schliefern andeutet, anders als beispielsweise die wechselseitige oder diplarthrale Anordnung bei den Paar- und Unpaarhufern. Auffallend war die Gelenkfläche für die Verbindung mit dem Kahnbein, die Facies articularis navicularis. Diese dellte sich zentral deutlich ein, die tiefe Einkerbung wurde seitlich von je einer leicht konvexen Fläche flankiert. Dies ist abweichend von anderen Schliefern mit einer ebenen oder etwas aufgewölbten Gelenkfläche.

## Fossilfunde
Funde von Antilohyrax sind bisher nur aus Nordafrika bekannt. Das umfangreichste Fossilmaterial wurde an der Fundstelle L-41 der Fayyum-Region im nördlichen Ägypten geborgen. Die Fundstelle L-41 gehört zum unteren Abschnitt der Gebel-Qatrani-Formation und datiert in das Obere Eozän, absolute Altersangaben liegen bei etwa 34 Millionen Jahren. Es handelt sich um die älteste Fundstelle innerhalb der Formation. Die Ablagerungen sind in eine Sequenz aus gebänderten Sanden eingebettet, unterscheiden sich von diesen aber auffallend. Sie bestehen aus einem feinkörnigen Ton- und Schluffstein von grünlicher bis grünlich-grauer Färbung, der wohl auf einen ehemaligen See zurückgeht. Bemerkenswert ist ein hoher Anteil an Evaporiten sowie eine starke Konzentration von Natriumchlorid. Dadurch hebt sich die Fundstelle geologisch deutlich von den eher gröberen fluviatilen Ablagerungen der Gebel-Qatrani-Formation ab. L-41 wurde im Jahr 1983 entdeckt, eine Besonderheit ist die hohe Anzahl an Schädeln, die teilweise assoziiert mit Teilen des Körperskeletts auftreten. Es kommen Reste von Fischen, Amphibien, Reptilien, Vögeln und Säugetieren vor. Neben einer hohen Diversität an Schliefern sind unter den Säugetieren auch Primaten, Nagetiere oder Fledertiere zu nennen. Aufgrund der guten Erhaltung von Fossilien kleinerer Wirbeltiere hat die Fundstelle L-41 für die Fayyum-Region eine hohe Bedeutung. Von Antilohyrax sind aus der Fundstelle bisher mehrere Schädel sowie Ober- und Unterkieferfragmente geborgen worden. Ein nahezu vollständiger Schädel lag zusammen mit dem zugehörigen Unterkiefer. Hinzu kommen die eher seltenen Elemente der hinteren Beine. Die einzelnen Fundobjekte repräsentieren Individuen unterschiedlichen Alters.
Abseits der Funde aus dem Fayyum ist ein Sprungbein mit den typischen Eigenschaften von Antilohyrax von der Fundstelle Minqar Tibaghbagh im Südwesten der Qattara-Senke ebenfalls im nördlichen Ägypten bekannt. Der Fund lagerte zusammen mit Resten von Rüsseltieren, Seekühen sowie verschiedenen Reptilien und Fischen ebenfalls in gebänderten Sandsteinen, die ein zeitliches Äquivalent zur Gebel-Qatrani-Formation im Fayyum darstellen. Die Fundschicht gehört dem Unteren Oligozän an.

## Paläobiologie
Die spezielle Ausprägung des Gebisses, vor allem die niederkronigen Zähne und das selenodonte Kauflächenmuster der Mahlzähne mit den wangenseitigen prominenten Scherleisten, aber auch der niedrige und vorn spitz zulaufende Unterkieferkörper finden ihre Entsprechungen bei Huftieren mit Spezialisierung auf weiche Pflanzenkost wie etwa Blätter. Die intensiven Abnutzungsspuren der Mahlzähne weisen auf hauptsächlich vertikale Kaubewegungen beim Zermahlen der Nahrung hin, seitliche oder vor- und rückwärts gerichtete spielen dagegen nur eine untergeordnete Rolle. Eine Dominanz der vertikalen Kaubewegungen kann auch aufgrund der vergrößerten Fossa mandibularis des Unterkiefers angenommen werden, auch weist die stärker strukturierte Fläche des Unterkiefergelenks und eventuell auch die seitlichere Position der eckzahnähnlichen Oberkieferschneidezähne darauf hin. Die Nahrungsaufnahme wurde wohl durch mobile Lippen unterstützt. Anzeichen dafür finden sich in zahlreichen Knochenrippeln am Oberkiefer und am Mittelkieferknochen, die als Muskelansatzstellen fungierten, ebenso wie in der hohen Anzahl an Foramina am Unterkiefer. Am Schädel saß eine kräftige Nackenmuskulatur an, die für eine hohe Beweglichkeit des Kopfes sorgte, vor allem bei Auf- und Abwärtsbewegungen. Indiziert wird dies durch das schmale, hohe Hinterhauptsbein mit kräftigem Nackenwulst, das in seinem Aufbau etwas an das der Schweine erinnert. Ein deutlich aufrichtbarer Kopf ermöglichte es Antilohyrax beispielsweise höher hängende Äste oder obere Bereiche größere Büsche zur Nahrungsaufnahme zu erschließen.
Eine besondere Funktion kommt den kammartigen inneren Unterkieferschneidezähnen zu. Heutige Schliefer nutzen ihre mandibularen Schneidezähne zum Putzen, worauf aber Untersuchungen der Abrasionsspuren bei Antilohyrax keine Hinweise geben. Ihre Übereinstimmung mit den Schneidezähnen der Riesengleiter lässt eventuell eine vergleichbare Funktion bei der Nahrungsaufnahme annehmen. Bei Antilohyrax schlossen die inneren Unterkieferschneidezähne gegen ein dickes Hautpolster, dass sich durch eine raue Oberfläche am vorderen Rand des Mittelkieferknochens andeutet. Dadurch ähnelte der vordere Kauapparat stark dem der heutigen Hornträger und Hirsche. Die kammartigen Schneidezähne von Antilohyrax konnten so Druck auf die Blätter ausüben und eventuell weicheres Pflanzenmaterial von stärker faserigem abtrennen. Der zweite, eher spatelförmige Schneidezahn des Unterkiefers schloss dagegen mit dem eckzahnförmigen Schneidezahn des Oberkiefers und bildete dadurch ein effektives Schneidwerkzeug.
Bemerkenswert ist, dass bei den heutigen Schliefern der Kronenfortsatz eher kurz ist, was normalerweise mit einer Reduktion des Musculus temporalis einhergeht und zu einer Verringerung der Beißkraft führt. Bekannt ist diese Anpassung bei zahlreichen heutigen Pflanzenfressern. Allerdings haben die Schliefer eine vergrößerte Schläfengrube als Ansatzstelle des Muskels. Der dadurch noch große Temporalis-Muskel spielt bei den heutigen Schliefern im Abwehrverhalten eine wichtige Rolle, indem sie das Maul weit öffnen und ihre eckzahnartigen Schneidezähne präsentieren. Da diese Merkmalskombination auch bei Antilohyrax vorkommt, kann hier eine ähnliche Verhaltensweise angenommen werden.
Die aufgefundenen Elemente der Hintergliedmaßen stehen im starken Kontrast zu denen der heutigen Schliefer. Bei diesen sind die Beine und Füße hoch beweglich sowie rotierfähig und ermöglichen so das Klettern in Bäumen oder auf Felsen. Das miteinander verwachsene Schien- und Wadenbein von Antilohyrax dagegen schränkte ausführliche Drehbewegungen des Beins ein. Eine ähnliche Funktion hatte die eingedellte Kahnbeinfacette des Sprungbeins, die seitliche Auswärtsbewegungen des Fußgelenks unterband, dafür aber weite Längsbewegungen erlaubte. Die gesamte Konfiguration erinnert an das Hinterbein einiger hochmobiler Hornträger wie Springböcke oder Ziegen, die auch zum Springen befähigt sind. Antilohyrax scheint damit an eine schnelle Fortbewegung angepasst gewesen zu sein, die offensichtlich auch kräftige Sprünge erlaubte.
Insgesamt lässt sich bei Antilohyrax auf einen Vertreter der Schliefer schließen, der eine ökologische Entsprechung zu den heutigen Gazellen oder Ziegen darstellt. Die Funde von Antilohyrax erweitern die bisher bekannte morphologische Vielfältigkeit der paläogenen Schliefer. Diese setzen sich unter anderem aus schweineartigen Formen wie Bunohyrax oder Geniohyus sowie semi-aquatisch lebenden Tieren wie Pachyhyrax zusammen. Des Weiteren gab es auch schnellläufige, an harte Pflanzenkost angepasste Vertreter wie Saghatherium, gewaltige Pflanzenfresser wie Titanohyrax oder kleine, den heutigen Arten ähnelnde Angehörige wie Thyrohyrax beziehungsweise noch kleinere Mitglieder wie Microhyrax. Diese Vielfalt ging dann im Laufe des Neogens mit der Entstehung der Landbrücke nach Eurasien durch die Schließung der Tethys und der damit verbundenen Einwanderung neuer Gruppen von Landsäugetieren verloren. Die heutigen Schliefer gewähren demnach nur einen kleinen Einblick in die einst variantenreiche Ordnung.

## Systematik
Antilohyrax ist eine Gattung aus der ausgestorbenen Familie der Titanohyracidae innerhalb der Ordnung der Schliefer (Hyracoidea). Die Schliefer gelten allgemein als nahe verwandt mit den Elefanten und Seekühen, alle drei Gruppen zusammen bilden die Paenungulata innerhalb der Überordnung der Afrotheria. Die Titanohyracidae gehören zu den frühen Formen der Schliefer und sind erstmals im Eozän im nördlichen Afrika nachweisbar. Sie entstanden gemeinsam mit den Namahyracidae, den Geniohyidae und den Saghatheriidae während der ersten Radiationsphase der Schliefer. Diese dauerte weitgehend bis zum Oligozän an und fand vollständig in Afrika statt. In dieser Zeit stellten die Schliefer eine sehr vielfältige Gruppe mit zahlreichen Vertretern dar, die an unterschiedliche Biotope angepasst waren. Die Titanohyracidae umfassen mittelgroße bis sehr große Schliefer, einige Formen erreichten die Ausmaße kleiner Nashörner und gehören damit zu den größten bekannten Schliefern überhaupt. Charakteristische Merkmale der Titanohyracidae finden sich in dem gegenüber anderen frühen Schliefern gekürzten Schnauzenteil des Schädels, dem typischen selenodonten Kauflächenmuster der Backenzähne und in den stark spezialisierten Unterkieferschneidezähnen. Im postcranialen Skelett waren die Titanohyracidae an eine schnelle Fortbewegung angepasst. Teilweise werden die Titanohyracidae zusammen mit den Geniohyidae und den Namahyracidae in die Unterordnung der Pseudhippomorpha gestellt, welche die urtümlichen Schliefer vereinigt. Sie steht den moderneren Procaviamorpha mit den Saghatheriidae, den Pliohyracidae und den Procaviidae gegenüber, letztere enthalten die heutigen Schliefer.
Die Gattung Antilohyrax wurde im Jahr 2000 von D. Tab Rasmussen und Elwyn L. Simons wissenschaftlich erstbeschrieben, der Name wurde aber bereits vier Jahre zuvor in einer Graduiertenarbeit verwendet. Den beiden Autoren standen dafür mehrere Fossilfunde von der Fundstelle L-41 des Fayyum im nördlichen Ägypten zur Verfügung. Als Holotyp wählten sie einen Unterkiefer, der sowohl im rechten wie auch linken Ast den vordersten Schneidezahn und die vollständige Zahnserie vom Eckzahn bis zum dritten Mahlzahn besitzt (Exemplarnummer CGM 42205). Der Name Antilohyrax leitet sich von der Gattungsbezeichnung Antilope ab, welche die Hirschziegenantilope aus der Gruppe der Hornträger einschließt und von Peter Simon Pallas 1766 eingeführt worden war (von griechisch ἀνθάλωψ (anthalops) für ein hirschartiges Tier mit sägeartigen Hörnern). Hyrax ist wiederum ein häufig bei Schliefern verwendeter Namenszusatz und bezieht sich auf das gleichnamige Synonym für Procavia, der Gattung des Klippschliefers. Es war von Johann Hermann im Jahr 1783 etabliert worden (von griechisch ὕραξ (hýrax) für „Spitzmaus“). Die einzige bekannte Art ist Antilohyrax pectidens. Das Artepitheton ist lateinischen Ursprungs, ihm liegen die Wörter pecten für „Kamm“ und dens für „Zahn“ zugrunde. Es verweist auf den inneren Schneidezahn des Unterkiefers mit seiner kammartigen Ausprägung.